# Spathoglottis
Spathoglottis är ett släkte av orkidéer. Spathoglottis ingår i familjen orkidéer.

## Bildgalleri

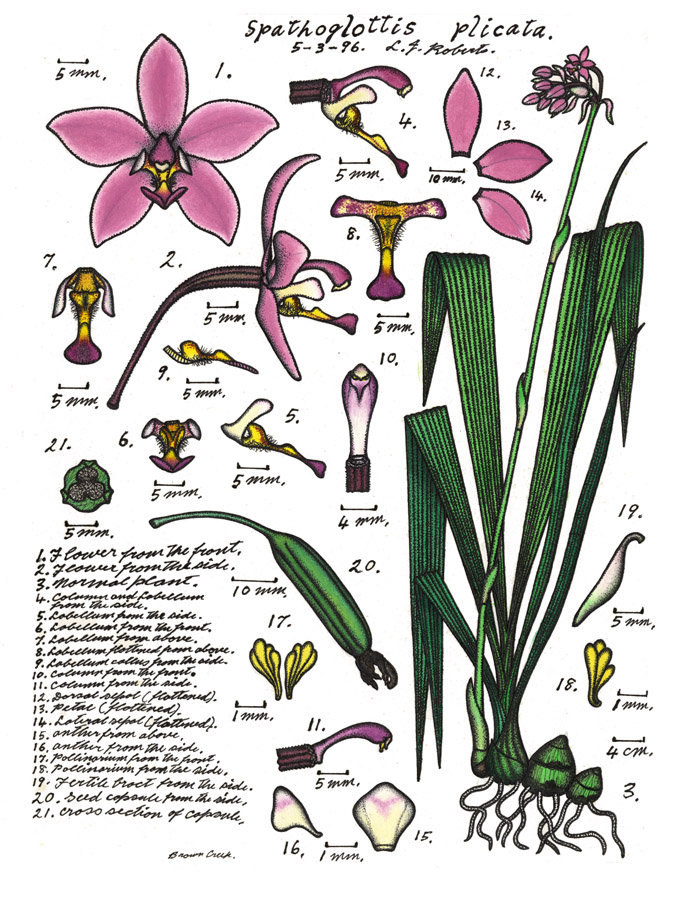
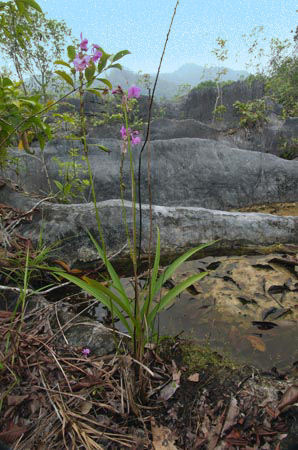
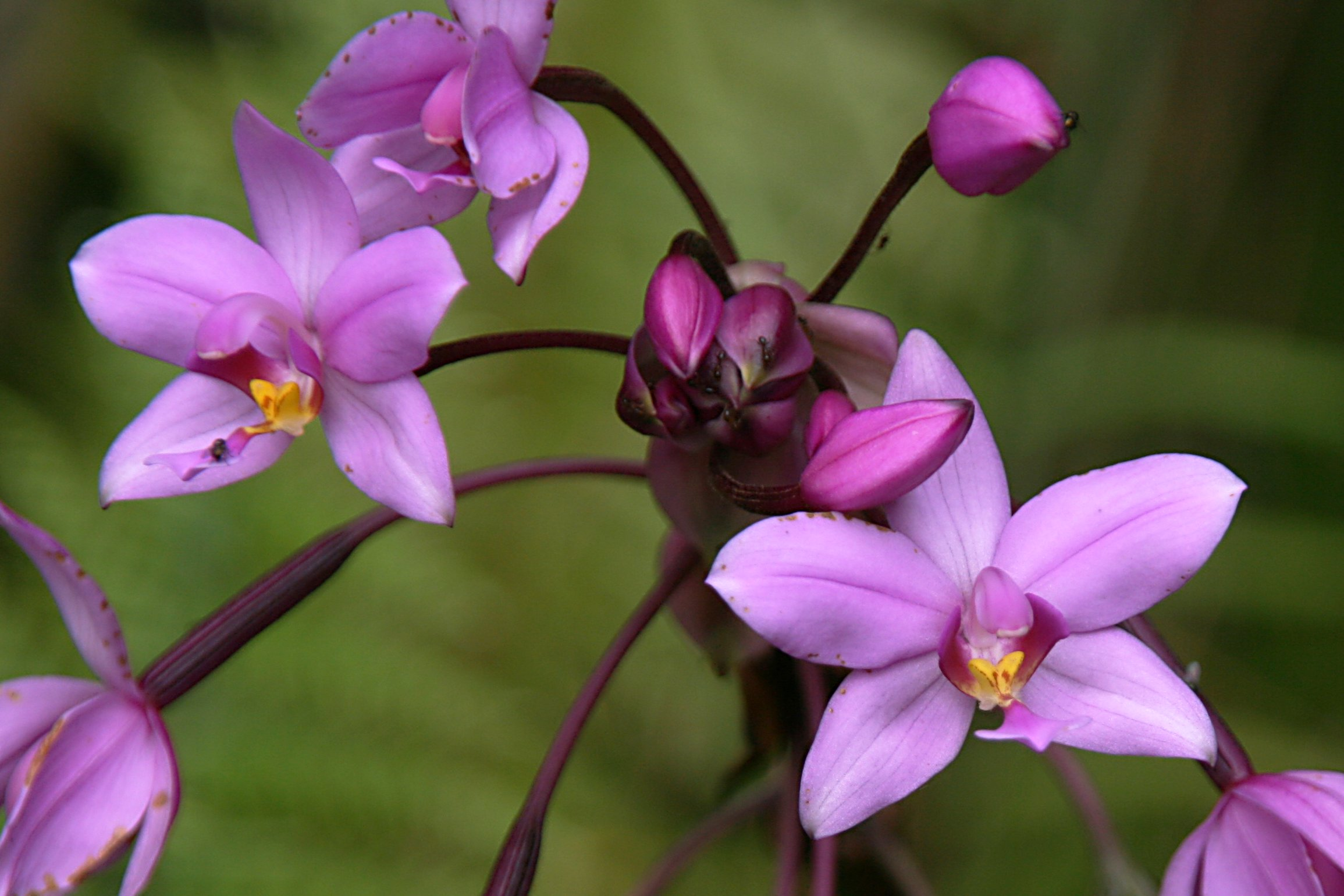
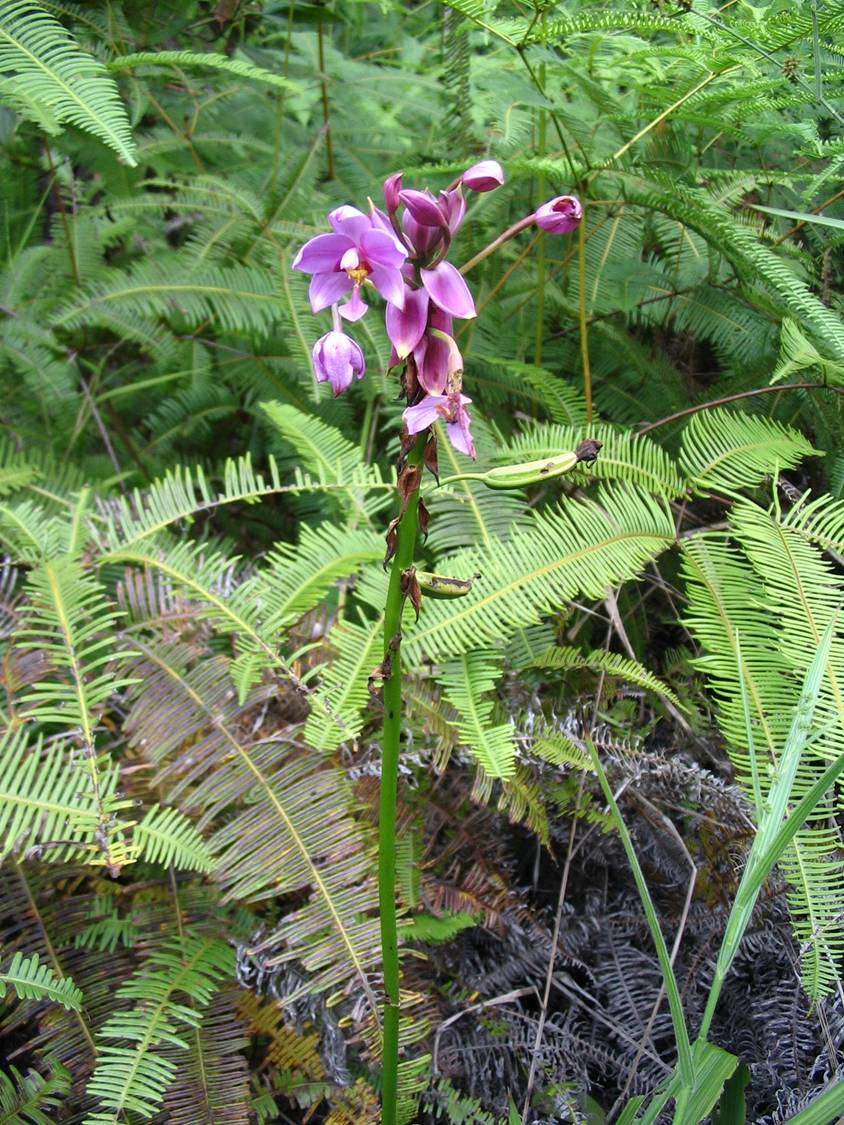
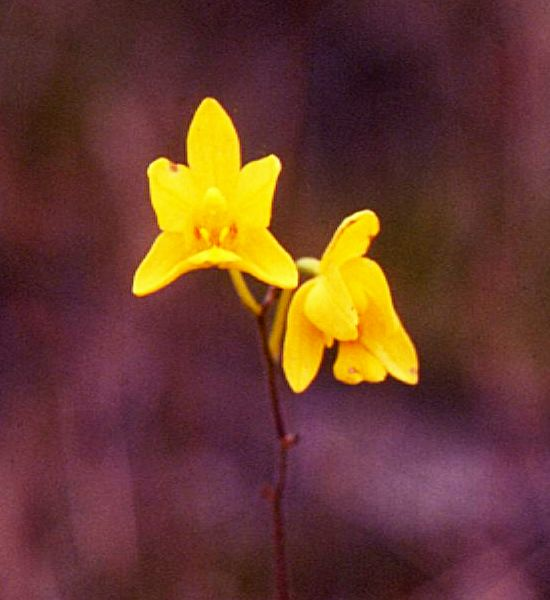

## Dottertaxa tillSpathoglottis, i alfabetisk ordning[1]
- Spathoglottis affinis
- Spathoglottis albida
- Spathoglottis alpina
- Spathoglottis altigena
- Spathoglottis aurea
- Spathoglottis bulbosa
- Spathoglottis carolinensis
- Spathoglottis chrysantha
- Spathoglottis chrysodorus
- Spathoglottis confusa
- Spathoglottis doctersii
- Spathoglottis eburnea
- Spathoglottis elmeri
- Spathoglottis elobulata
- Spathoglottis erectiflora
- Spathoglottis gracilis
- Spathoglottis grandifolia
- Spathoglottis hardingiana
- Spathoglottis ixioides
- Spathoglottis kenejiae
- Spathoglottis kimballiana
- Spathoglottis lane-poolei
- Spathoglottis latifolia
- Spathoglottis micronesiaca
- Spathoglottis oreophila
- Spathoglottis pacifica
- Spathoglottis palawanensis
- Spathoglottis papuana
- Spathoglottis parsonsii
- Spathoglottis parviflora
- Spathoglottis paulinae
- Spathoglottis petri
- Spathoglottis philippinensis
- Spathoglottis plicata
- Spathoglottis portus-finschii
- Spathoglottis pubescens
- Spathoglottis pulchra
- Spathoglottis smithii
- Spathoglottis stenophylla
- Spathoglottis sulawesiensis
- Spathoglottis tomentosa
- Spathoglottis tricallosa
- Spathoglottis umbraticola
- Spathoglottis unguiculata
- Spathoglottis vanoverberghii
- Spathoglottis vanvuurenii
- Spathoglottis wariana
- Spathoglottis velutina